# Elecciones de la Ciudad Autónoma de Buenos Aires de 2025
Las elecciones legislativas de la Ciudad de Buenos Aires de 2025 se realizaron el domingo 18 de mayo de 2025, con el objetivo de renovar 30 escaños de la Legislatura de la Ciudad de Buenos Aires.

## Cronograma electoral
El proceso electoral se realizó conforme a las fechas establecidas en el cronograma electoral aprobado el 25 de febrero de 2025 por el Tribunal Electoral mediante el decreto 91/GCBA/2025.
| Fecha       | Suceso |
| ----------- | --- |
| 19 de marzo | Cierre de alianzas e inicio de la campaña electoral.                                                        |
| 29 de marzo | Cierre de listas de candidatos a Legisladores de la Ciudad Autónoma de Buenos Aires.                        |
| 18 de abril | Difusión de enlaces para consultar el Padrón Electoral y el lugar de votación de los electores habilitados. |
| 29 de abril | Debate entre los primeros candidatos a Legislador de la Ciudad de Buenos Aires.                             |
| 11 de mayo  | Plazo máximo para la realización del debate entre candidatos.                                               |
| 16 de mayo  | Fin de la campaña electoral. Comienzo de la veda electoral.                                                 |
| 18 de mayo  | Elecciones legislativas locales                                                                             |
| 20 de mayo  | Inicio escrutinio definitivo.                                                                               |
| 2 de junio  | Plazo máximo para la publicación del escrutinio definitivo.                                                 |

## Alianzas
Se presentaron varias alianzas de cara a las elecciones del 18 de mayo:
- Buenos Aires Primero: Siendo la alianza del oficialismo en la Ciudad, llevó como primera candidata a Silvia Lospennato, integrado por el PRO y Encuentro Republicano Federal, entre otros partidos.
- Es Ahora Buenos Aires: Este frente, que llevó como primer candidato a Leandro Santoro, estuvo conformado por el Partido Justicialista, Frente Patria Grande, Kolina y otros partidos que también integraron en 2023 el frente Unión por la Patria.[4]
- Volvamos Buenos Aires: Este frente llevó como primer candidato a legislador al exjefe de Gobierno de la Ciudad, Horacio Rodríguez Larreta y estuvo integrado por Confianza Pública y el Partido Federal.[5]
- Evolución: Esta alianza fue conformada por la UCR, GEN y el Partido Socialista.
- Unión Porteña Libertaria: Este frente, que llevó como primer candidato a Yamil Santoro, estuvo conformado por el Partido Libertario y el Partido Demócrata Cristiano.[6]
- Frente de Izquierda y de Trabajadores - Unidad: El FIT-U, que llevó como candidatos a Vanina Biasi del PO y a Luca Bonfante del PTS, entre otros, fue conformado por el Partido Obrero (PO), el Partido de los Trabajadores Socialistas (PTS), el Movimiento Socialista de Trabajadores (MST) e Izquierda Socialista.[7]
- Principios y Valores: La alianza, conformada por el partido del mismo homónimo y el Movimiento de Jubilados y Juventud, llevó como primer candidato a legislador al empresario Alejandro Kim.
- Confluencia por la Igualdad y la Soberanía: Esta alianza, conformada por el Instrumento Electoral por la Unidad Popular, el Partido Comunista y la Izquierda Popular, presentó como primera candidata a la ingeniera y docente María Eva Koutsovitis.

Por otra parte, hubieron nueve partidos que se presentaron sin alianzas:
- Coalición Cívica ARI: Este partido, que llevó como primera candidata a Paula Oliveto, se presentó en soledad y sin alianzas.
- La Libertad Avanza: El partido oficialista a nivel nacional, que llevó a Manuel Adorni como primer candidato, tampoco conformó alianzas con ningún otro partido.
- Seamos Libres: El Movimiento Evita, que antes estaba dentro de Unión por la Patria (actualmente "Es Ahora Buenos Aires"), fue por fuera del frente que postuló a Leandro Santoro y llevó como candidato propio a Juan Manuel Abal Medina.
- Movimiento de Integración y Desarrollo (MID): Este partido iba a ir conjuntamente con "Buenos Aires Primero" (el oficialismo de la Ciudad), pero a último momento presentó a su primer candidato a legislador, Ricardo Caruso Lombardi.
- Unión del Centro Democrático: Este partido llevó como primer candidato a legislador a Ramiro Marra, quien buscó la reelección en el cargo, tras su expulsión de La Libertad Avanza a inicios de 2025.«Posteo de Ramiro Marra en X/Twitter.». Twitter. 27 de marzo de 2025.</ref>
- La Izquierda en la Ciudad: Este partido llevó como primer candidato a legislador al docente y activista Federico Winokur.
- Frente Patriota Federal: Este partido presentó como primer candidato a su secretario general, el abogado nacionalista César Biondini, hijo del presidente del partido, Alejandro Biondini.
- Movimiento Plural: Este partido fue el vehículo electoral del farmacéutico y sindicalista Marcelo Peretta, Director del Sindicato Argentino de Farmacéuticos y Bioquímicos.
- El Movimiento: Este partido llevó como primera candidata a la activista nacionalista y exintegrante de La Libertad Avanza, Mila Zurbriggen.

## Candidaturas
| Partido/alianza | Partido/alianza   | Partido/alianza                              | Partidos en la alianza | Primer candidato/a a legislador | Primer candidato/a a legislador                                                                 | Candidatos |
| --------------- | ----------------- | -------------------------------------------- | --- | ------------------------------- | ----------------------------------------------------------------------------------------------- | --- |
|                 |                   | Buenos Aires Primero                         | Ver lista - Propuesta Republicana - Encuentro Republicano Federal - Partido de las Ciudades en Acción - Partido Demócrata - UNIR - Republicanos Unidos - Partido Demócrata Progresista | {{{descripción}}}               | Silvia Lospennato (PRO) Diputada nacional (desde 2015)                                          | Lista 706: 1. Silvia Lospennato (PRO) 2. Hernan Lombardi (PRO) 3. Laura Alonso (PRO) 4. Darío Hugo Nieto (PRO) 5. Rocío Laura Figueroa (PRO) 6. Waldo Wolff (PRO) 7. Victoria Morales Gorleri (PRO) 8. Lautaro García Batallán (UCR) 9. Lucía Braccia 10. Ezequiel Edgardo Jarvis (PRO) 11. Pilar Brown (PRO) 12. Sergio Gabriel Iacovino (PRO) 13. María del Pilar Bosca Chillida (PRO) 14. Marcos Ariel Gómez Martin (RU) 15. Teresa Lucía Calleri (UNIR) 16. Juan Gastón Santos 17. Silvia Adriana Adelaida Céspedes 18. Jorge Alberto Giorno (CA) 19. María Laura Halbide 20. Luciano Nicolás Martínez 21. Teresa Patronelli (PRO) 22. Guillermo Federico Barberis 23. María Laura Ruíz Díaz 24. Christian Daniel Faquetti 25. Marianela Teresa Riccarrdi 26. Matías Wolosewicz 27. Camila Villamayor 28. Leandro Ricciardi 29. Sofía Clemente Arenas 30. Juan Pablo Chiesa (AR) |
|                 |                   | Es Ahora Buenos Aires                        | Ver lista - Partido Justicialista - Partido de la Victoria - Frente Renovador - Nuevo Encuentro por la Democracia y la Equidad - Kolina - Partido del Trabajo y del Pueblo - Partido Solidario - Nueva Dirigencia - Partido de la Concertación FORJA - Patria Grande - Movimiento Político Social y Cultural Proyecto Sur - Avancemos por el Progreso Social - Frente Grande | {{{descripción}}}               | Leandro Santoro (MNA) Diputado nacional (desde 2021)                                            | Lista 701: 1. Leandro Santoro (MNA) 2. Claudia Viviana Negri (PJ) 3. Federico Patricio Mochi (PJ-GB) 4. Andrea Mariana González (FPG) 5. Juan Pablo Modarelli (PJ-LC) 6. Noemí Aída Geminiani (PJ-PxC) 7. Alejandro David "Pitu" Salvatierra (PJ-LC) 8. Bárbara Laura Rossen (Ind.) 9. Francisco Vicente Caporiccio (FR) 10. Berenice Lía Iañez (PJ-MDF) 11. Juan Manuel Olmos (PJ-NEP) 12. María Magdalena Tiesso (PJ-PM) 13. Anibál Torreta (Ind.) 14. Natalia Stoppani (PSOL) 15. Juan Pablo O'Dezaille (PJ-LCNM) 16. Inés Fornassero (NE) 17. Alexis Román Kalczynski (FORJA) 18. María Florencia Abraldes Llaneza (PJ-RU) 19. Diego Martín Lualdi (PTP-PCR) 20. Sol Milagros D'Ambrosio (PJ-PxC) 21. Facundo Nicolás Roma (PJ-LC) 22. Ana Inés Ferrari (PJ-3D) 23. Gustavo Damián Cañete (PJ) 24. Josefina Delsanto (PJ-RU) 25. Matias González Gallastegui (PJ-EH) 26. Natalia Virginia Soldano (Kolina) 27. Alberto Atilio Meneses (PJ-PxC) 28. Lucía Alejandra Bianchi (Somos) 29. Juan Facundo Martínez 30. Hebe Sofía Luciana González (PJ-LC) |
|                 |                   | La Libertad Avanza                           | Partido sin alianza | {{{descripción}}}               | Manuel Adorni (LLA) Secretario de Comunicación y Medios de la Nación (desde 2024)               | Lista 96: 1. Manuel Adorni (LLA) 2. Solana Agustina Pelayo (LLA) 3. Nicolás Alberto Pakgojz (LLA) 4. Andrea Freguia (LLA) 5. Juan Pablo Arenaza (LLA) 6. Lucía Elena Montenegro (AV) 7. Leonardo Luis Saifert (LLA) 8. Rebeca María Belén Fleitas (LLA) 9. Diego Manuel Vartabedian (LLA) 10. Marina Kienast (LLA) 11. Juan Ignacio Fernández (LLA) 12. Patricia Noemí Holzman (LLA) 13. Marcelo Gregorio Ernst (LLA) 14. Valeria Patricia Sánchez (LLA) 15. Yamil Nahuel Minakoswki (LLA) 16. Alicia Chediak (LLA) 17. Fernando Oscar Soto (LLA) 18. Auelia María Villanueva (LLA) 19. Alfredo Gammariello (LLA) 20. Daiana Ayelén Ckacka Bravo (LLA) 21. Dante Osvaldo Restagno Di Carlo (LLA) 22. Paloma Daniela Linik (LLA) 23. Juan Ignacio Boutet (LLA) 24. María José Compalatti (LLA) 25. Félix Wax (LLA) 26. Nicole Elizabeth Cárdenas (LLA) 27. Emiliano Alexis Iglesias (LLA) 28. Rocío Estévez (LLA) 29. Pablo Leandro Lestingui (LLA) 30. María Fernanda Peláez Sanz (LLA)                                                                  |
|                 |                   | Frente de Izquierda y de Trabajadores-Unidad | Ver lista - Partido Obrero - Partido de los Trabajadores Socialistas - Izquierda Socialista - Movimiento Socialista de los Trabajadores | {{{descripción}}}               | Vanina Biasi (PO) Diputada nacional (desde 2024)                                                | Lista 708: 1. Vanina Biasi (PO) 2. Luca Bonfante (PTS) 3. Celeste Fierro (MST) 4. Pablo Almeida (IS) 5. Mercedes Trimarchi (IS) 6. Agustín Jeremías Romero 7. Alicia Navarro Palacios (PTS) 8. Alejandro Lipcovich (PO) 9. Tatiana Fernández Martí (PO) 10. Tomás Máscolo (PTS) 11. Yohia Cardoso Marino (PTS) 12. Mariano Rosa (MST) 13. Ingrid Urrutia (MST) 14. José Castillo (IS) 15. María del Pilar Barbas (IS) 16. Eduardo Manuel Martínez 17. Natalia Andrea Badgen 18. Matías Aufieri 19. Ailén Rocío Beraldo (PTS) 20. César Latorre (MST) 21. Andrea del Valle Ramírez 22. Diego Saavedra 23. Ana Valverde 24. Ángel Barraco 25. Mariela Solesio 26. Juan Manuel Duarte 27. Lourdes Oliverio (PTS) 28. Mariano Veiga 29. Gisel Eriz 30. Esteban Argañaraz (PTS) |
|                 |                   | Volvamos Buenos Aires                        | Ver lista - Confianza Pública - Partido Federal | {{{descripción}}}               | Horacio Rodríguez Larreta (PRO) Jefe de Gobierno de la Ciudad de Buenos Aires (2015-2023)       | Lista 704: 1. Horacio Rodríguez Larreta (PRO) 2. Guadalupe Tagliaferri (PRO) 3. Emmanuel Ferrario (PRO) 4. Melisa Balbi (CP) 5. Jorge Telerman (Ind.) 6. María Guadalupe Feresin 7. Augusto Alejandro Carzoglio (CP) 8. Julia Rodríguez Miranda 9. Jorge Gabriel Borges 10. Blanca Gladys Margarita Mesistranom 11. Jorge Raúl Kehiayan 12. Josefina González Jáuregui 13. Carlos Marcelo Martínez 14. Elisa García Menéndez 15. Pablo Embón Melgarejo 16. Juana Cabral 17. Christian Oscar Guma 18. Micaela Yasmín Marini 19. Facundo Piancino 20. Carla Sabrina Rubio 21. Gabriel Oscar Alfredo Vázquez 22. Myriam Daniela Escribano 23. Aramis Modesto Morales Linares 24. Laura Andrea Vilella 25. Diego Pascual Zirili 26. Magalí Mariana Pajk 27. Nicolás Mansilla Asen 28. Viviana Elizabeth Antonio 29. Julio César Marzano 30. María Susana Basualdo |
|                 |                   | Evolución                                    | Ver lista - Unión Cívica Radical - Generación para un Encuentro Nacional - Partido Socialista - Unión Popular Federal - Hacemos | {{{descripción}}}               | Lucille Levy (UCR) Presidenta de la Federación Universitaria de Buenos Aires (FUBA) (2022-2025) | Lista 705: 1. Lula Levy (UCR) 2. Facundo Gabriel Cedeira (UCR) 3. Jessica Soledad Barreto (PS-PF) 4. Josías Nahum Vázquez (UCR) 5. Manuela Ludueña Senlle (GEN) 6. Maximiliano Kolaczik (UCR) 7. Paulina Servelli 8. Alex Joel Bitchik Danel (PS-PF) 9. Ximena Belén Blas Alayo 10. Daniel Alejandro Agnone (UCR) 11. Tesesa Juana Barragán 12. Iván Ezequiel García Díaz 13. Carolina Aylén Sirito 14. Thiago Marcelo Goncalves Da Silva Leis 15. Karen Elizabeth González Trujillo 16. Marco Elián Caracciolo 17. Sheila Nahir Suárez 18. Lukas Bentivenga 19. Leila Kim Sabrina 20. Juan Manuel Oro 21. Silvia Alejandra Bordón 22. Ezequiel Damián Fernández 23. Julieta Sofía Carbajal 24. Giuliano de Luca 25. María Sol Encinas 26. Patricio Daniel Méndez Montenegro 27. Dalila Vanesa Portillo 28. Diego Javier Berardo 29. Ailín Eyen Oreb 30. Camilo Santiago Vedia |
|                 |                   | Unión del Centro Democrático                 | Partido sin alianza | {{{descripción}}}               | Ramiro Marra (UCeDe) Legislador de la Ciudad de Buenos Aires (desde 2021)                       | Lista 20 "Libertad y Orden": 1. Ramiro Marra (Ind.) 2. Nabila Michitte 3. Eduardo del Piano 4. Antonella Belén Santagada 5. Sebastián Rodríguez de la Torre 6. Abril Benegas 7. Martín Furman 8. Victoria Brizuela Acosta 9. Amiel Mariano Leckie 10. Carla Martínez Cáceres 11. Josué Gustavo Aranda 12. Carolina Ximena Alarcón García 13. Patricio José Adreani Manny 14. Abril Figueroa Müller 15. Eduardo Martín Pearson 16. María Victoria García Ares 17. Agustín Londinsky 18. María Felicitas Nesi Sáenz Samaniego 19. Julián Agustín Ocampo 20. Matilde María Miguens 21. Lautaro Miguel Casal 22. Nara Belén Meyer 23. Guillermo Raúl Molina 24. Selene Alejandra Sosa 25. Axel Nicolás Jontade Rozehnal 26. Iara Ailén Folasco Meozzi 27. Constantino Baravalle 28. Alma Milena Blondi 29. Matías Danuzzo Iturraspe 30. Paula Sofía Sterchele |
|                 |                   | Movimiento de Integración y Desarrollo       | Partido sin alianza | {{{descripción}}}               | Ricardo Caruso Lombardi (Ind.) Entrenador de fútbol y comentarista deportivo                    | Lista 1: 1. Ricardo Caruso Lombardi 2. Agustina Villar 3. Miguel Ángel Arancio 4. María del Pilar Lernoud 5. Pablo César Luciano Testori Schroeder 6. Andrea Carla Radice 7. Osvaldo Rubén Vega 8. Valeria Verónica Young 9. Rodrigo Nahuel Devita 10. Mónica Emilia De Santi 11. Rodrigo Peña 12. María Eugenia Rotoli 13. Andrés Alberto Mosquera 14. Gabriela Laura Árias Pereyra 15. Juan Ignacio Uz 16. María Alejandra Albrecht 17. Lucas Agustín Baletti 18. Diana Melisa Herrera 19. Carlos Alberto Buletti 20. Sandra María Calabrese 21. Christian Diego Mario Castiñeira 22. Sol Mariana Nappa 23. Americo Marcelo Ravanetti 24. Madelaine Aixa Pace 25. Ariel Francisco Sapia 26. Noelia Búfalo 27. Santiago José Camba 28. María Elisa Pereyra 29. Juan José Ramón Cabre 30. Marisol Elizabeth Herrera |
|                 |                   | Alianza Principios y Valores                 | Ver lista - Principios y Valores - Movimiento de Jubilados y Juventud |                                 | Alejandro Kim (PyV) Empresario                                                                  | Lista 702: 1. Alejandro Kim (PyV) 2. Nydia Lirola (PyV) 3. Raúl Oscar Vázquez 4. Noemí Mariana Nobrega (CoPeBo) 5. Roberto Horacio Couto 6. María Florencia Moreno (PyV) 7. Alberto Jesús Sansobrino (PyV) 8. María Florencia Ruiz 9. Cristian Ariel Albisua 10. Guillermina Paola Macchi 11. Mariano Roberto Anríquez 12. Valeria Pérez 13. Pedro Federico Borio 14. María Belén Hierro 15. Guillermo Omar Voilloz 16. Verónica Anahí Maidana 17. Eduardo Marcelo Magnani 18. Yanina Corsaro 19. Sergio Alejandro Morales 20. Myriam Beatriz Quarchioni 21. Leonardo Franco Campana 22. Agustina Soledad Molina 23. Marcos Damian Rotela 24. Evelyn Alvarado Palacios 25. Sergio Alejandro Vinono 26. Magalí Vanina Sosa 27. Adrían Guillermo Pérez 28. Mora Lorena Ruiz 29. Santiago Carreño Gazari 30. Sofía Roxana Moreno |
|                 |                   | La Izquierda en la Ciudad                    | Partido sin alianza |                                 | Federico Winokur (Nuevo MAS) Docente                                                            | Lista 350: 1. Federico Winokur 2. Violeta Azriel Alonso 3. Enrique Alejandro Leiva 4. María Belén D'Ambrosio Romero 5. Matías Emiliano Brito 6. Mariana Rueda Kramer 7. Roberto Sáenz 8. Marina Hidalgo Robles 9. Julián Nahuel Luciano 10. Natacha Haeberer 11. Juan Pablo Pardo Calderón 12. Lucía Waldman 13. Orlando Ignacio Rivero 14. Ailín Barbani 15. Julio Ezequiel Miqueas Rodríguez 16. María Eugenia Acosta 17. Ignacio Zito 18. Emilse Icandri 19. Christian Edgardo Amaro 20. Olivia Vega Tabachnik 21. Gustavo Alejandro Di Milla 22. Sol Attadia 23. Mateo Guagnini Tarelli 24. Leila Soledad Argüello 25. Agustín Tripodi 26. Cecilia Inés Caivano 27. Sergio Fernando Rodríguez 28. Sofía Belén Pacheco 29. Fernando Klaus Bialuski 30. Yamila D'Occhio |
|                 |                   | Unión Porteña Libertaria                     | Ver lista - Partido Demócrata Cristiano - Partido Libertario |                                 | Yamil Santoro Legislador de la Ciudad de Buenos Aires (desde 2023)                              | Lista 707: 1. Yamil Darío Santoro (RU) 2. María Alejandra Muchart 3. Leandro Ezequiel Campelo (PL) 4. Paula Valeria Scauzillo 5. Fernando Gustavo Fishel Szlajen 6. Elizabeth Dina Márquez (PDC) 7. Matías Edwin Rosales 8. Laura Inés Rivero 9. Leonardo José Piccioli 10. Milena Rendich (RU) 11. Javier Francisco Romano (RU) 12. Claudia Patricia Cordón 13. Cristian Daniel Heredia 14. Mayra Alejandra Martínez 15. William Bernabe Thomas Gibson (PRO) 16. María del Rosario Cisneros 17. Luis María Jaime Díaz de la Torre 18. Lorena Evangelina Varela 19. Cristian Julio Alberto Iuale 20. Liliana Mercedes Dure Ortiz 21. Ignacio Falcón 22. Liliana Borysiuk 23. Julián Gonzalo Rodríguez 24. Virginia Nicole Lorenzi 25. Luis Fernando Guisbert Condori 26. Patricia Mónica Ángela Frontera 27. Ludwig Maldonado Mattos 28. Yamila Soledad Ortiz 29. Facundo Damián Mendoza 30. Alejandra Patricia Falbo |
|                 |                   | Seamos Libres                                | Partido sin alianza | {{{descripción}}}               | Juan Manuel Abal Medina Senador nacional (2014-2017)                                            | Lista 329 "Justa, Libre y Soberana": 1. Juan Manuel Abal Medina (PJ-ME) 2. Carolina Papaleo 3. Pablo Bercovich 4. Sol María García Valladares 5. Patricio Galvano 6. Camila Julieta Godoy 7. Daniel Enrique De Florian 8. Celia Vanesa Fredes 9. Luis Alfredo Díaz 10. Beatriz Paula Flejsz 11. Martín Sebastián Flax 12. Claudia Susana Carrillo 13. Jorge Alfredo Juárez 14. Lorena Claudia Corral 15. Facundo Leandro Acosta 16. María Elvira Dorado 17. Daniel Omar Castelli 18. Camila Martínez Gantus 19. Martín Blanco 20. Natalia Eliana Corral Vide 21. Claudio Roberto Maidana 22. Romina Paola Montorro 23. Mario Julián Capelletti 24. Julieta Gargiulo 25. Diego Federico Minutti 26. Alba Luz Fabriciana Castillo 27. Martín Nicolás Caballero 28. Camila Larrigaudiere Curutchet 29. Federico Javier Bonacci 30. Brenda Sol Palermo |
|                 |                   | Coalición Cívica ARI                         | Partido sin alianza | {{{descripción}}}               | Paula Oliveto (CC ARI) Diputada nacional (desde 2017)                                           | Lista 47 "Es con Vos": 1. Paula Oliveto 2. Fernando Sánchez 3. María Silvia Pace Wells 4. Federico Esswein 5. Carolina Antonia Maccione 6. Juan Francisco Rosati Díaz 7. Nadia Judith Monserrat 8. Hugo Vicente Bentivenga 9. María Soledad Palacios 10. Ignacio Martioda Campos 11. Daniela Beatriz Mesplede 12. Hernán Pablo Poggi 13. María Cecilia Monteverde 14. Matías Guillermo Araujo 15. Lucía Rodríguez López 16. Gastón Ezequiel Benvenuto 17. Rita Isabel Ortiz 18. Francisco Grattone Dapur 19. Mirta Noemí Sanguinetti 20. Diego Norberto Falcón 21. Catalina Scoufalos 22. Martín Gabriel Gajst 23. Paula Nadia Coria 24. Enrique Alberto Fantini 25. Ana María Abbeduto 26. Juan Pablo Pan 27. María Belén Benito Mugnolo 28. Christian Naja 29. Emmaría Danesi 30. David Braian Brakin |
|                 |                   | Confluencia por la Igualdad y la Soberanía   | Ver lista - Instrumento Electoral por la Unidad Popular - Partido Comunista - Izquierda Popular | {{{descripción}}}               | María Eva Koutsovitis Ingeniera y docente                                                       | Lista 703: 1. María Eva Koutsovitis (UP) 2. Ariel Sebastián Elger (PC) 3. Noemí Mónica Ruejas (PdI) 4. Antonella Bianco (PC) 5. Jonatan Emanuel Baldiviezo (EM) 6. Virginia González Gass (PSA) 7. Ignacio Cámpora (PC) 8. Clara Helena Acevedo 9. Alejandro Fabián Marmoni (Soberanxs) 10. María Clara Albisu (PC) 11. Manuel Antonio Ludueña 12. Magalí Zirulnikoff 13. Manuel Santos (PC) 14. Liliana Nildia Pérez 15. Jonathan Javier Aguilar 16. Liliana Mónica Fresco 17. José María Pena (TdT) 18. Myriam Leonor Godoy Arroyo (EM) 19. Joaquín Gonzalo Beigbeder (PC) 20. Macarena Soledad Carpio 21. Fernando Sigfrido Basso 22. Zaira Abrahaan Hom 23. Fabián Roberto Piedras (EM) 24. Edith Mabel Mamani 25. Nicolás Javier Finoli 26. Magdalena Soledad Salinas 27. Hugo Antonio Mir (PC) 28. María Luisa León 29. Alejandro Volknid (EM) |
|                 | {{{descripción}}} | Frente Patriota Federal                      | Partido sin alianza | {{{descripción}}}               | César Biondini (FPF) Abogado                                                                    | Lista 95: 1. César Biondini 2. Analía Verónica Cardozo 3. Héctor Daniel Jaime 4. Alicia María Quinodoz 5. Federico Patricio Rosas 6. Cintia Lorena Lozada 7. Daniel Alejandro Zeleneñki 8. Gladys Rosa Nolasco 9. Gonzalo Raúl Vives 10. Gladys Fabiana Auce 11. Leandro Nicolás Padula 12. Guadalupe Cataldo 13. Néstor Hugo Selvaggio 14. Eliana Solange Ott 15. Alejandro Florencio Diego Recarey 16. Silvia Cristina Javorcic 17. Nicolás Omar Blanco 18. Sabrina Soledad Mansilla Coria 19. Ángel Javier Romero 20. Lorena Gretel Barcia Dufour 21. Luis Fernando Laguna 22. Graciela Margarita Elías 23. Damián Ruy Francisco Berruezo y Von der Heide 24. María Esther Mazzeo 25. Ariel Leonardo Demarchi 26. Marina Alicia Alberto 27. Matías Román Martella 28. Viviana Elizabeth Cardozo 29. Walter Gabriel Romero 30. Paola Alejandra Selvaggio |
|                 |                   | Movimiento Plural                            | Partido sin alianza | {{{descripción}}}               | Marcelo Peretta Farmacéutico y sindicalista                                                     | Lista 352 "Remedios para CABA": 1. Marcelo Daniel Peretta 2. Valentina Peretta Alejandre 3. Federico Faustino González 4. Elsa Aurora Nieto 5. Nahuel Horacio Altieri 6. Malvina Liliana Starker 7. Roberto Alejandro Fernández 8. Valentina Azul Salas 9. Jorge Rosario Ferri 10. María Cecilia Analía Bonzo 11. Eliodoro Martínez 12. Graciela Alicia Obregón 13. Diego Hernán Ludueña 14. María Alejandrina Arauz 15. Demian Borello 16. Mariana Soledad Funes Llaneza 17. Emilio Rodolfo Rauch 18. Lorena Viviana Vacis 19. Juan Cruz Castiñeiras 20. Martha Rosa Carozzi 21. José Manuel García 22. Roselba Toribia Ludin 23. Lucio Criado 24. Mónica Celina Covatti 25. Sergio Daniel Pallotto 26. María Teresa Manzolido 27. Francisco González Vattuone 28. María José Beretta 29. Tiziano Peretta Alejandre 30. Mariel Emilce Alejandre |
|                 |                   | El Movimiento                                | Partido sin alianza |                                 | Mila Zurbriggen (NG) Comunicadora y estudiante de Publicidad y Marketing Digital                | Lista 262 "Nueva Generación": 1. Mila Zurbriggen Schaller 2. Lucas Pablo Arias 3. Julieta Goldsman 4. Camilo Levin 5. Carina Cigarrán 6. Lautaro Gastón César Susbielles 7. Macarena Cecilia Panal 8. Ulises Alejandro Spena 9. Julieta Sofía Ferreyra 10. Ernesto Manuel Romero 11. Marisa Débora Bengielsdorf 12. Adrián Elías Schvartz 13. Fernanda Sánchez Amadei 14. Joaquín Tomás Vila García 15. Nadia Julieta Duette 16. Dante Vaccaro Arakaki 17. Flavia Bosco 18. Hernán Esteban Mangado 19. Milena Spreafico 20. Oscar Eduardo Gassies 21. María Rosa Hospital 22. Carlos Daniel Aguilar 23. Silvia Benedicta Fernández 24. Nahuel Scoccia Fernández 25. Fabiana Andrea Urrutia 26. Federico Andrés Spinelli 27. Irma Nélida Orzabal 28. Diego Andrés Isasa 29. María Mercedes Giorgetti 30. Ángel Gabriel Clemente Figueredo |

## Resultados
|  | 30,70 % |

|  | 27,89 % |

|  | 16,22 % |

|  | 8,24 % |

|  | 3,22 % |

|  | 2,67 % |

|  | 2,55 % |

|  | 2,36 % |

|  | 2,07 % |

|  | 1,71 % |

|  | 0,64 % |

|  | 0,52 % |

|  | 0,39 % |

|  | 0,34 % |

|  | 0,20 % |

|  | 0,16 % |

|  | 0,13 % |

|  | 97,98 % |

|  | 1,90 % |

|  | 0,10 % |

|  | 0,01 % |

|  | 0,01 % |

|  | 53,38 % |

|  | 100 % |

### Por comuna
|           | La Libertad Avanza Adorni | La Libertad Avanza Adorni | Es Ahora Buenos Aires Santoro | Es Ahora Buenos Aires Santoro | Buenos Aires Primero Lospennato | Buenos Aires Primero Lospennato | Volvamos Buenos Aires Larreta | Volvamos Buenos Aires Larreta | Otros   | Total | Margen    | Margen |       |
| Comuna    | Votos                     | %                         | Votos                         | %                             | Votos                           | %                               | Votos                         | %                             | Votos   | Total | %         | Votos  | %     |
| --------- | ------------------------- | ------------------------- | ----------------------------- | ----------------------------- | ------------------------------- | ------------------------------- | ----------------------------- | ----------------------------- | ------- | ----- | --------- | ------ | ----- |
| Comuna 1  | 32.950                    | 32,35                     | 27.275                        | 26,78                         | 17.261                          | 16,95                           | 7.625                         | 7,49                          | 16.736  | 16,43 | 101.847   | 5.675  | 5,57  |
| Comuna 2  | 32.032                    | 38,01                     | 14.116                        | 16,75                         | 19.003                          | 22,55                           | 6.075                         | 7,21                          | 13.053  | 15,49 | 84.279    | 17.916 | 21,26 |
| Comuna 3  | 28.407                    | 29,80                     | 28.786                        | 30,20                         | 12.948                          | 13,58                           | 7.389                         | 7,75                          | 17.797  | 18,67 | 95.327    | 379    | 0,40  |
| Comuna 4  | 29.653                    | 27,14                     | 36.136                        | 33,07                         | 14.590                          | 13,35                           | 9.287                         | 8,50                          | 19.601  | 17,94 | 109.267   | 6.483  | 5,93  |
| Comuna 5  | 27.113                    | 26,92                     | 32.749                        | 32,51                         | 14.848                          | 14,74                           | 8.127                         | 8,07                          | 17.887  | 17,76 | 100.724   | 5.636  | 5,60  |
| Comuna 6  | 31.181                    | 28,87                     | 30.468                        | 28,21                         | 19.184                          | 17,76                           | 8.653                         | 8,01                          | 18.533  | 17,16 | 108.019   | 713    | 0,66  |
| Comuna 7  | 34.619                    | 30,22                     | 34.376                        | 30,01                         | 16.217                          | 14,16                           | 9.272                         | 8,09                          | 20.076  | 17,52 | 114.560   | 243    | 0,21  |
| Comuna 8  | 24.822                    | 27,26                     | 32.339                        | 35,52                         | 9.340                           | 10,26                           | 8.192                         | 9,00                          | 16.364  | 17,97 | 91.057    | 7.517  | 8,26  |
| Comuna 9  | 28.751                    | 29,75                     | 30.005                        | 31,04                         | 12.581                          | 13,02                           | 8.083                         | 8,36                          | 17.238  | 17,83 | 96.658    | 1.254  | 1,30  |
| Comuna 10 | 29.277                    | 29,91                     | 28.992                        | 29,62                         | 13.848                          | 14,15                           | 8.293                         | 8                             | 17.481  | 17,86 | 97.891    | 285    | 0,29  |
| Comuna 11 | 35.952                    | 31,18                     | 31.939                        | 27,70                         | 17.931                          | 15,55                           | 10.217                        | 8,86                          | 19.279  | 16,72 | 115.318   | 4.013  | 3,48  |
| Comuna 12 | 39.049                    | 30,58                     | 34.348                        | 26,90                         | 22.145                          | 17,34                           | 11.487                        | 9,00                          | 20.658  | 16,18 | 127.687   | 4.701  | 3,68  |
| Comuna 13 | 48.223                    | 34,75                     | 27.733                        | 19,99                         | 30.459                          | 21,95                           | 11.331                        | 8,17                          | 21.019  | 15,15 | 138.765   | 20.490 | 14,77 |
| Comuna 14 | 45.017                    | 35,40                     | 26.303                        | 20,69                         | 26.681                          | 20,98                           | 10.036                        | 7,89                          | 19.112  | 15,03 | 127.149   | 18.714 | 14,72 |
| Comuna 15 | 28.843                    | 27,51                     | 34.784                        | 33,18                         | 14.954                          | 14,26                           | 8.977                         | 8,56                          | 17.284  | 16,49 | 104.842   | 5.941  | 5,67  |
| Presos    | 77                        | 14,42                     | 210                           | 39,33                         | 37                              | 6,93                            | 64                            | 11,99                         | 146     | 27,34 | 534       | 133    | 24,91 |
| Total     | 495.966                   | 30,70                     | 450.559                       | 27,89                         | 262.027                         | 16,22                           | 133.108                       | 8,24                          | 273.662 | 16,94 | 1.615.322 | 45.407 | 2,81  |